# Kuurne-Bruxelles-Kuurne 1965
La Kuurne-Bruxelles-Kuurne 1965, ventunesima edizione della corsa, si svolse il 7 marzo su un percorso di 200 km, con partenza e arrivo a Kuurne. Fu vinta dal belga Guido Reybrouck della squadra Flandria-Roméo davanti al britannico Vin Denson e all'altro belga Bernard Vandekerckhove.

## Ordine d'arrivo (Top 10)
| Pos. | Corridore              | Squadra                  | Tempo    |
| ---- | ---------------------- | ------------------------ | -------- |
| 1    | Guido Reybrouck        | Flandria-Roméo           | 5h10'00" |
| 2    | Vin Denson             | Ford France-Gitane       | s.t.     |
| 3    | Bernard Vandekerckhove | Solo-Superia             | a 25"    |
| 4    | Willy Bocklant         | Flandria-Roméo           | a 1'30"  |
| 5    | Marcel Ongenae         | Flandria-Roméo           | s.t.     |
| 6    | Paul Lemeteyer         | Ford France-Gitane       | s.t.     |
| 7    | Norbert Kerckhove      | Dr. Mann                 | s.t.     |
| 8    | Arthur Decabooter      | Wiel s-Groene Leeuw      | s.t.     |
| 9    | Gustaaf De Smet        | Wiel s-Groene Leeuw      | s.t.     |
| 10   | Jan Janssen            | Pelforth-Sauvage-Lejeune | s.t.     |